# Paolo Foglio
Paolo Foglio (Gazzaniga, 8 settembre 1975) è un allenatore di calcio ed ex calciatore italiano, di ruolo difensore.

## Carriera

### Giocatore

#### Club
Cresciuto nelle giovanili dell'Atalanta (con cui vince il Torneo di Viareggio 1993), viene ceduto in prestito per due stagioni al Fiorenzuola, in Serie C1, sfiorando la promozione in Serie B nel 1995 e mettendo a segno 6 reti nel campionato 1995-1996. Rientrato a Bergamo, esordisce in Serie A il 15 settembre 1996 nella sfida contro la Fiorentina finita con il risultato di 2-2 allo Stadio Atleti Azzurri d'Italia di Bergamo. Rimane in nerazzurro per due stagioni di Serie A, fino alla retrocessione del 1998, dopo la quale passa in prestito all'Hellas Verona. Con i veronesi di Cesare Prandelli ottiene la promozione in Serie A, e a fine stagione fa ritorno all'Atalanta, che lo cede alla Reggina, neopromossa nella massima serie.
Nella stagione 2000-2001 è al Venezia, con cui ottiene la promozione in Serie A. Nell'estate 2001 l'Atalanta, ancora proprietaria del cartellino, lo cede in comproprietà al Chievo, ma a gennaio fa ritorno per l'ennesima volta a Bergamo in cambio di Alessandro Rinaldi: vi rimane una stagione e mezza fino alla retrocessione del 2003. Passa poi in comproprietà al Siena (dove rimane tre stagioni intervallate da sei mesi al Genoa) e Ascoli, per una stagione in Serie A e una in B. Svincolato, nel gennaio del 2008 ha firmato un contratto con l'AlbinoLeffe fino al termine della stagione in Serie B.
Nel corso della stagione 2009-2010 decide di abbandonare il calcio professionistico per militare nell'Oratorio Leffe, compagine dilettantistica bergamasca, nella quale conclude la carriera.

#### Nazionale
Conta 4 presenze nella nazionale Under-18, tra il 1993 ed il 1994, e 2 apparizioni con la nazionale Under-21, convocato dal ct Cesare Maldini nel 1997, durante la militanza nell'Atalanta.

### Allenatore
Terminata la carriera agonistica, intraprende quella di allenatore guidando il Colle Alto, formazione bergamasca impegnata nel campionato di Seconda Categoria. Nella stagione 2012-2013 ha chiuso il campionato al secondo posto in classifica, ottenendo la promozione in Prima Categoria al termine dei playoff. Successivamente ha allenato il San Lorenzo, nuovamente in Seconda Categoria, e nella stagione 2015-2016 diventa allenatore del San Paolo d'Argon nella Promozione lombarda. Resta a San Paolo d'Argon per due stagioni complessive, con salvezza tranquilla delle "api" gialloblù. Al termine della SS 2016/2017 lascia la panchina del San Paolo d'Argon per andare alla più quotata Template:Rovato Vertovese. Non conclude però la stagione a Vertova, in seguito a crisi di risultati, a 3 giornate dalla fine rassegna le dimissioni, nonostante la squadra si trovasse saldamente in zona playoff.
Nella stagione '25-'26 allena l'Accademy Fiorente annata 2011/12

## Palmarès

### Giocatore

#### Competizioni giovanili
- Campionato Primavera: 1

Atalanta: 1992-1993
- Torneo di Viareggio: 1

Atalanta: 1993
- Trofeo Dossena: 1

Atalanta: 1993

#### Competizioni nazionali
- Serie B: 1

Verona: 1998-1999